# Koh e Chehelsotun
Koh e Chehelsotun (persisch کوه چهل ستون oder  Koh e Chelsetun persisch کوه چل ستون; Berg der vierzig Säulen) ist ein Berg in Afghanistan. Er ist Teil des Massivs Koh e Hindaki und 2251 m hoch.

## Lage und Umgebung
Die Ausläufer des Berges grenzen an den Stadtteil Chelsouton von Kabul.
Die Umgebung dieses Bergkammes ist für die zoroastrische, hinduistische und buddhistische und mythische Kulturgeschichte der Stadt Kabul sowie für diverse Dynastien u. a. für die Shahan, Könige von Moguls in Kabul, von Bedeutung.

## Name
Chehelsetoun (persisch چهل ستون) oder Chelsetun (persisch چل ستون) mit diversen Schreibweisen steht für
- Chehelsetoun  als  Stadtteil von Kabul in Taschardi
- Tschehel Sotun (persisch قصر چهل ستون) der Palast mit vierzig Säulen und seiner Gartenanlage